# Idoia Mendia
Idoia Mendia Cueva (Bilbao, Vizcaya, 27 de octubre de 1965) es una abogada y política española del Partido Socialista de Euskadi, se presentó  como candidata a las elecciones europeas del 9 de junio de 2024 por el PSOE. Ha desempeñado varios cargos en el Gobierno Vasco, como Vicelehendakari y Consejera de Trabajo y Enpleo del 2020-2024, y del 2009-2012 fue  Portavoz del Gobierno Vasco y Consejera de Interior, Justicia y Administración Pública . Entre 2014 y 2021 fue secretaria general del PSE-EE., siendo la primera mujer en ocupar este cargo que dejó en el año 2021 para ocupar la Secretaría de Estudios y programas en la Ejecutiva Federal del PSOE hasta 2024.
Ahora es Eurodiputda y miembro de varias comisiones en el Parlamento Europeo; Comisión de Empleo y Asuntos Sociales, Comisión de Mercado Interior y Consumidores, Comisión de Asuntos Cosntitucionales, Comisión Pesca.
Tambien es Vicepresidenta de la Delegación en el Exterior para ASEAN y miembro de la Delegación para India.

## Biografía
Nació y pasó su infancia en Bilbao. Estudió en el colegio Lauro Ikastola. Después acudió a la Universidad de Deusto, en cuyo campus de Bilbao obtuvo la Licenciatura en Derecho. Posteriormente, cursó un postgrado en relaciones internacionales y europeas por la Universidad de Ámsterdam. Residió en Bruselas, donde trabajó para la Comisión Europea. En 1994 abrió un despacho de abogados en Bilbao y comenzó su carrera profesional como abogada, colegiada en el Ilustre Colegio de la Abogacía de Bizkaia.

## Trayectoria política
Su actividad política se remonta al año 1993, cuando se afilió al Partido Socialista de Euskadi y se integró en la agrupación de Abando, aunque no ocupó cargo público hasta que en abril de 2002 se incorporó al Parlamento Vasco, concretamente al escaño que hasta entonces ocupaba Nicolás Redondo Terreros. Durante la séptima legislatura fue vocal en nueve comisiones: Asuntos Europeos y Acción Exterior; Industria, Comercio y Turismo; Ordenación Territorial, Transportes y Medio Ambiente; Derechos Humanos y Solicitudes Ciudadanas; Agricultura y Pesca; Sanidad; Mujer y Juventud; y dos de Incompatibilidades.
Durante la octava Legislatura, entre junio de 2005 y enero de 2009, fue vicepresidenta de la Comisión de Asuntos Europeos y Acción Exterior, representante parlamentaria en el Consejo Asesor de Relaciones con las Colectividades y Centros Vascos, y portavoz  de Industria, Comercio y Turismo, portavoz de Incompatibilidades, vocal de la comisión de Sanidad, y portavoz Agricultura y pesca.
En paralelo a su actividad en la cámara vasca, en las elecciones municipales de 2003 fue elegida concejal del ayuntamiento de la localidad vizcaína de Barrica, desempeño que renovó en los sufragios de 2007 y que no abandonó hasta 2009, cuando fue nombrada portavoz y consejera de Justicia y Administración Pública del Gobierno Vasco encabezado por el nuevo Lendakari, Patxi López. Su departamento se fusionó con el de Interior cuando Rodolfo Ares dejó el Gobierno para dirigir la precampaña y la campaña del Partido Socialista de Euskadi (PSE-EE) para las elecciones autonómicas del 21 de octubre de 2012; así, el 3 de septiembre de 2012 Mendia tomó posesión de su cargo como consejera de Interior, Justicia y Administración Pública del Gobierno Vasco.
La modernización de la Administración de Justicia fue uno de sus objetivos prioritarios así como la normalización de las relaciones institucionales entre el Gobierno Vasco y el poder judicial en Euskadi.[cita requerida] Asimismo, fue responsable de la gestión de las webs gubernamentales y entre sus iniciativas se contó la puesta en marcha de Open Data Euskadi, el portal de apertura de datos públicos en formato reutilizable del Ejecutivo Vasco. También llevó a cabo Plan de Innovación Pública del Gobierno Vasco (2011-2013) desde donde lanzó un pionero decreto de teletrabajo en la administración vasca y fue responsable de áreas como Protección Civil y Juegos y Espectáculos, de las direcciones de Atención a las Víctimas del Terrorismo y a las Víctimas de la Violencia de Género, y de la Ertzaintza.
En el PSE-EE también ha asumido responsabilidades como vocal en la ejecutiva de Euskadi, entre 2000 y 2002, y como secretaria de Empleo y Formación, en la Ejecutiva Provincial de Vizcaya desde 2002 hasta el 2012. También ha ejercido los cargos de Portavoz del PSE-EE y Secretaria de Participación y Redes en la ejecutiva del 2012 al 2014
Idoia Mendia lideró a los Socialistas Vascos desde que el 16 de septiembre de 2014 fuera elegida secretaria general del PSE-EE con el 85,69% de los votos emitidos por la militancia en la primera elección por primarias en el Partido y el 20 de septiembre fuera ratificada en un congreso extraordinario, sustituyendo a Patxi López.
En el momento de iniciar su liderazgo, el PSE-EE estaba en la oposición en el Parlamento vasco y en las Juntas Generales de los Territorios Históricos y la mayoría de los Ayuntamientos vascos, a la vez que el PSOE estaba igualmente fuera del Gobierno de España. Mendia optó por ejercer una oposición constructiva, que permitiera alianzas de distinto tipo. En 2015, tras la celebración de las elecciones municipales y forales, el resultado socialista le permitió alcanzar un acuerdo marco de gobernabilidad con el PNV que permitía ofrecer estabilidad en Ayuntamientos y Diputaciones Forales, propiciando un reencuentro con la otra gran tradición política del país tras más de 20 años de enfrentamiento en un contexto de fin del terrorismo.
En noviembre de 2016, tras las elecciones autonómicas celebradas en septiembre de ese año, Idoia Mendia alcanzó un acuerdo con EAJ-PNV para la constitución de un Ejecutivo de coalición en el Gobierno Vasco que ampliara la colaboración que ya existía entre ambos partidos. De esta forma, se recuperaba la fórmula del entendimiento entre las dos principales tradiciones políticas vascas, tras la abrupta ruptura desde 1998, cuando comenzó el proceso soberanista que culminó con el conocido "Plan Ibarretxe". Y con ese acuerdo, el primero que se producía sin ninguna amenaza violenta (puesto que la organización terrorista ETA había confirmado su cese definitivo en 2011) los socialistas volvían de nuevo a ser parte de todos los Gobiernos en todos los niveles institucionales en Euskadi, que se completó con la llegada de Pedro Sánchez a la Presidencia del Gobierno de España en mayo de 2018.
En 2017, renovó el mandato en un  proceso de elecciones primarias en el que solo su candidatura, tras presentar 3.174 avales válidos, consiguió superar el límite establecido. La Comisión de Ética de Euskadi la proclamó de forma definitiva candidata única y, en consecuencia, secretaria general electa del PSE-EE el 30 de junio. El 1 de octubre de ese año, el 8.º Congreso del PSE-EE eligió a la nueva Comisión Ejecutiva de Euskadi, la segunda encabezada por Idoia Mendia, con un respaldo del 85,60%, 4,55 puntos superior al recabado en el Congreso Extraordinario se 2014, que fue del 81,05%.
En 2019 publica un libro, "Construir para convivir", en el que recopila los discursos y artículos más relevantes que resumen el tránsito de los cinco primeros años de su mandato en una época especialmente convulsa en la política española e internacional.
En marzo de 2020 fue hospitalizada por coronavirus.
El 12 de julio de 2020, después de cuatro años de gobierno de coalición con la formación nacionalista EAJ-PNV, el PSE-EE recuperó su posición como la tercera fuerza política vasca con 122.248 votos, un 13,65% de los emitidos (11,94% en 2016) y 10 escaños, uno más que en la legislatura anterior. Se trataba de la primera ocasión en la que los socialistas aumentaban representación siendo partícipes de un Gobierno de coalición, con el añadido de que esa mayor representación permitía conformar un nuevo Gobierno de coalición pero esta vez con mayoría absoluta, el primero en 22 años en Euskadi, y, por tanto, reforzar la apuesta por la estabilidad y las políticas progresistas, que había sido el compromiso electoral. El 1 de septiembre de 2020, Idoia Mendia, suscribió, en su condición de secretaria general del PSE-EE, un acuerdo de gobierno con EAJ-PNV, que supuso la reedición del pacto. La suma de las dos fuerzas políticas en el Parlamento Vasco (42 escaños) ha proporcionado la mayoría absoluta al actual Gobierno de Euskadi en la XII legislatura. El 8 de septiembre de 2020, Idoia Mendia prometió su cargo en el Palacio de Ajuria Enea como vicelendakari y consejera de Trabajo y Empleo. Lo hizo junto a otros dos consejeros socialistas, Iñaki Arriola (Planificación Territorial, Vivienda y Transportes) y Javier Hurtado (Turismo, Comercio y Consumo).
En septiembre de 2021, antes de la celebración del IX Congreso del PSE-EE, anunció su decisión personal de no volver a presentarse a la Secretaría General, al considerar que había cumplido los objetivos que se había marcado para sus mandatos: devolver al PSE-EE a la gobernabilidad en todas las instituciones y abrir el paso a una nueva generación en el liderazgo de la formación. El 20 de noviembre dejó de ser formalmente la secretaria general. De forma previa, el 17 de octubre de 2021, el Secretario General del PSOE, Pedro Sánchez, le incorporó a la Comisión Ejecutiva Federal con la responsabilidad de la Secretaría de Estudios y Programas, dentro del proceso de renovación del 40 Congreso de la formación socialista, cargo que ha compatibilizado con sus responsabilidades en el Gobierno Vasco.
El 30 de abril de 2024, una vez celebradas las elecciones al Parlamento Vasco y que el Gobierno de Euskadi entró en funciones, Idoia Mendia presentó su renuncia como Vicelendakari y consejera de Trabajo y Empleo para presentarse como candidata al Parlamento Europeo. En su último paso por el Ejecutivo autonómico ha liderado una profunda transformación en las políticas de su competencia, que se refleja en dos leyes innovadoras (la Ley del Sistema Vasco de Garantía de Ingresos y para la Inclusión y la primera Ley Vasca de Empleo), en la que se han ampliado, de forma pionera en España, derechos de ciudadanía. También ha impulsado un cambio en el Servicio Público de Empleo Lanbide, ha propiciado los acuerdos con los agentes sociales, ha incrementado las plazas de la Inspección de Trabajo, ha diseñado una nueva Estrategia de Seguridad y Salud en el Trabajo adaptada a la diversidad social, y ha instaurado las jornadas y Congresos para sensibilizar y acotar la brecha salarial entre mujeres y hombres. De igual manera, deja como legado un Libro Blanco de Empleo con un diagnóstico preciso de las necesidades y oportunidades de Euskadi, y un Pacto Social por el Empleo suscrito por cerca de un centenar de agentes y entidades sociales. Igualmente durante su mandato tuvo la oportunidad de informar (mayo de 2023) que por primera vez Euskadi superaba el millón de personas afiliadas a la Seguridad Social, un suelo de empleo que se ha consolidado en el cierre de su mandato. 

## Familia
Idoia Mendia está casada desde 1996 con Alfonso Gil, teniente de alcalde y portavoz del PSE-EE en el Ayuntamiento de Bilbao hasta febrero de 2022, elegido senador autonómico del País Vasco y secretario general del Grupo Socialista en el Senado. Tienen dos hijos.